# Nico Elvedi
Nico Elvedi (Zurique, 30 de setembro de 1996) é um futebolista suíço que atua como zagueiro. Atualmente, defende o clube alemão Borussia Mönchengladbach.[carece de fontes?]

## Carreira
Nascido em Zurique, Elvedi ingressou no FC Zürich antes de completar 10 anos e disputou partidas pelas seleções juvenis. Fez sua estréia na Super Liga Suíça aos 17 anos.
Foi o jogador com maior porcentagem de acerto de passes na Bundesliga 2021–21, com 93 por cento.

## Seleção nacional
Elvedi fez parte do elenco da Seleção Suíça de Futebol na Eurocopa de 2016.
Foi um dos 23 convocados para a Copa do Mundo de 2018.

Também fez parte da seleção que disputou a Eurocopa 2020, sendo eliminada nas quartas de final pela Espanha.